# 不動川砂防歴史公園
不動川砂防歴史公園（ふどうがわさぼうれきしこうえん）は、京都府木津川市山城町平尾地内、木津川の支流・不動川の上流部にある歴史公園。
この公園は、デ・レーケの堰堤群と山腹工によってよみがえった緑の山々に囲まれ、自然環境と土木遺産が見事に調和した「水と緑の憩いの場」として地域の人々に愛されている。

## 概要
山城地方の山々は、花崗岩でできており、風化しやすいことに加え、都を建設するために多くの木が伐採されて、はげ山になった。そこで、クロマツとヤシャブシ等の木を植えるとともに渓流の底が削れるのを防ぐために造られた石積みの堰堤がいくつも存在する。
ファミリーやグループにキャンプ、バーベキュー目的でよく利用されている。

## 歴史

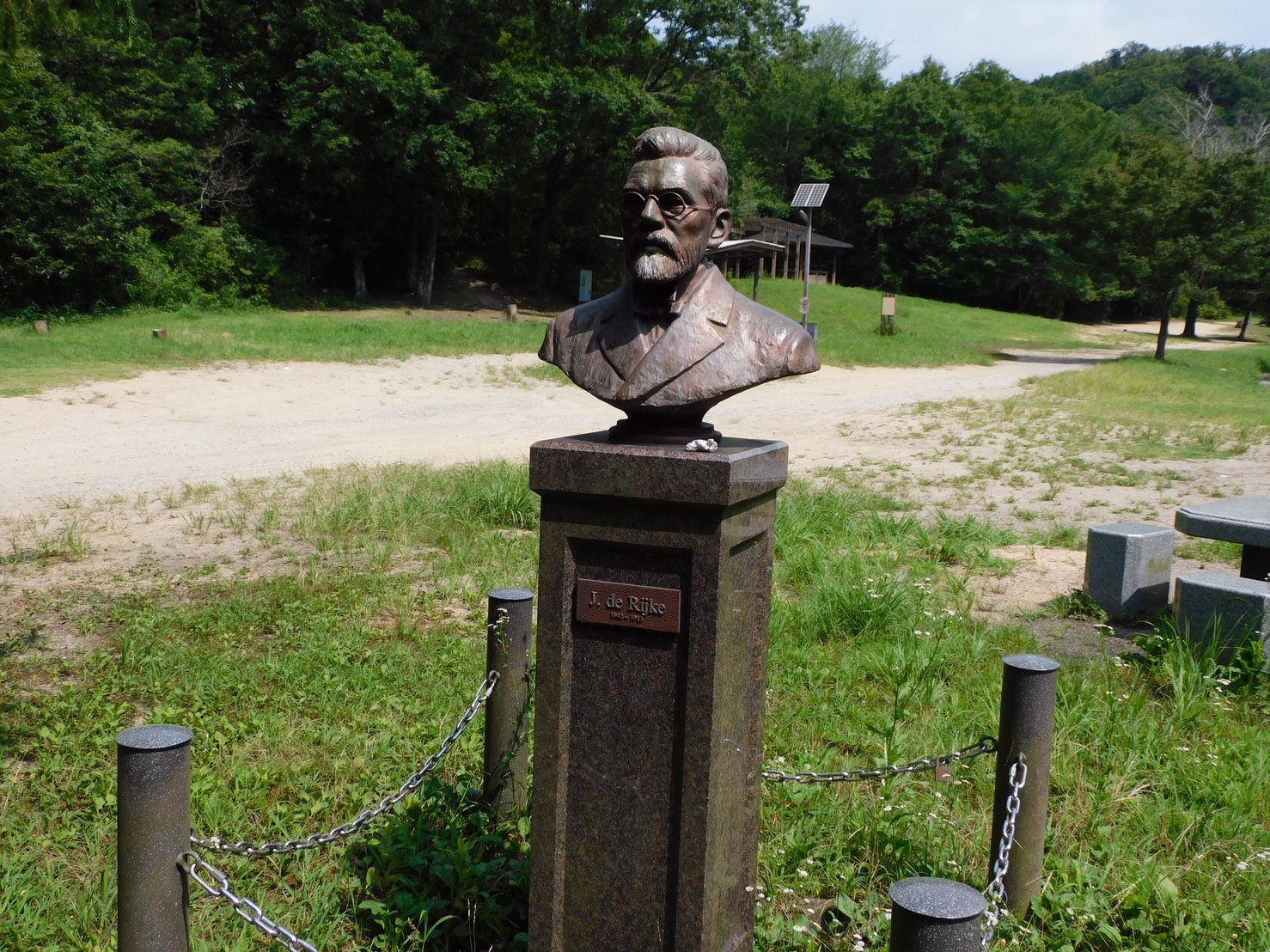
不動川砂防歴史公園にあるデレーケ像

花崗岩でできたはげ山に雨が降ると、山肌が崩れ土砂が川に流れる。それが大阪湾や淀川に影響を及ぼした。この対策に頭を痛めた江戸幕府は、様々な方策を講じたが、効果はなかった。明治政府は重要な港湾の舟運を確保するため、オランダからデ・レーケ等の技術者を呼んだ。彼らがこの川の上流を調査した結果、たまった土砂を取り除き、荒れた山を緑に返すことが重要であると判断し、京都府の技師市川義方らと協力し、荒れた山をオランダ工法と日本古来の工法を工夫した技術をもって緑に返そうとした。その結果、荒れたはげ山がほぼ緑の山となり、流れ出す土砂を食い止める役割を果たしている。
1953年（昭和28年）8月14日 - 15日、相楽・綴喜の両郡一帯を襲った南山城水害は、山間部（和束町・東和束）での豪雨による山崩れのため土石流が生じた大災害となった。また、同年9月24日 - 25日に日本土を襲った台風13号は豪雨をもたらし、京都府にも被害をもたらした。そのため、当地域では砂防事業においても、通常砂防事業に加え、緊急砂防事業、災害復旧事業が取り組まれるなどして砂防事業が進められてきた。
1982年度（昭和57年度）から1987年度（昭和62年度）にかけて、京都府によりデ・レーケ堰堤を含む歴史的砂防施設の保存と「水と緑の憩いの空間」の提供を目的として、砂防環境整備事業が行われ、当公園が開園した。
2009年（平成21年）、近代化産業遺産群・続33「15.国土の安全を高め都市生活や産業発展の礎となった治水・砂防の歩みを物語る近代化産業遺産群」の構成遺産「淀川水系の治水・砂防関連遺産」の一つとして不動川砂防歴史公園が認定された。
2022年（令和4年）9月に「不動川砂防歴史公園の砂防設備群」が土木学会選奨土木遺産に認定された。